# 公設民営大学
公設民営大学（こうせつみんえいだいがく、英語: public private university）は、国や地方公共団体が設立し教育経費を負担する学校法人に、大学の設置・運営を代行または委託させる公設民営方式によって運営されている私立大学。

## 概要
公設民営大学は、各根拠法令等において定義された大学の分類ではないものの、一般的には地方公共団体が地元の活性化などを見込んだ上で大学の誘致活動を行い、大学設立までに必要となる不動産や資金など有形・無形の公有財産を大学を運営する学校法人へ提供した上で開学を迎えた大学であると解釈される。
しかし、公設民営大学には、民間私立大学には期待できない現状を反映して国が設立して民間が運営するものがあり、文部科学省分類では私立大学となっているものがある。むしろ、歴史的にはこのほうが古く、第一号は日本社会事業大学である。戦後すぐにGHQと当時の厚生省が国の施設を使い設立された。1970年代の高度成長期に労働と健康問題への取り組みで、同じ厚生労働省によって設立された産業医科大学も同様である。私立大学ではあるが、両校は今でも学費が国立大学と同等に設定されている。

## 公設民営大学の経営
公設民営大学の中には、文部科学省にも経営困難と指摘されている、地方に存在する小規模校が少なからず含まれる。
萩国際大学のように民事再生法適用を申請した 大学や、愛知新城大谷大学のように閉学を余儀なくされた大学も出始めた。

## 私立大学から公立大学へ
高知工科大学・名桜大学・静岡文化芸術大学・公立鳥取環境大学・長岡造形大学は、自治体が設立した学校法人による公設民営の私立大学として開学した。しかし、静岡文化芸術大学を除く各大学は、諸般の事情により学生定員を満たせない状態が恒常化するなど、大学経営の課題となっていた。
静岡文化芸術大学は県立短大を改組・転換することにより設置された大学であり、地方独立行政法人法（公立大学法人制度）が整う以前の開学であったため、自治体直営と比較し、柔軟かつ弾力的な大学運営が可能となる学校法人による運営を選択した。また、授業料等の学生が負担する費用ももう一つの公立大学である静岡県立大学と同額であった。
公私協力方式で開設された山口東京理科大学と、純然たる私立学校として設立されたが四年制大学転換時に自治体からの協力を仰いだ成美大学（四年制転換時の校名は京都創成大学）が2016年4月より公立大学法人に移管された（校名も福知山公立大学に改称）ほか、実質公設民営で開学した長野大学も2017年4月をもって公立大学法人に移行。山口東京理科大学と同一の設置者により公私協力方式で開設された諏訪東京理科大学も2018年4月より公立大学法人に移管された。また同月には公設民営短大の小松短期大学と、一般財団法人こまつ看護学校（私立学校法64条4項に基づく法人）が経営する専修学校こまつ看護学校が再編・統合され公立小松大学が開校した。公私協力方式によって開学した新潟産業大学も、2014年に新潟県と柏崎市に公立大学法人への設置者変更を求める要望書を提出している。
その後も移行の動きが相次いでおり、2016年には公設民営大学の千歳科学技術大学が公立化を要望し、2019年4月に公立千歳科学技術大学に移行した。徳山市が学校法人中央学院による大学設立を誘致したことにより開学した徳山大学も、2021年8月に周南市議会において公立化が決議され、2022年4月には公立に移行、周南公立大学となった。また、純然たる私立学校として設立され、大学のほか短期大学・専修学校・高等学校・幼稚園も経営している学校法人旭川大学は、旭川市が市内に誘致した東海大学芸術工学部廃止を受けて新たに設立を検討する市立大学の構想に乗る形で公立大学に移行したいとの意向を2016年に示した。これに対し旭川市において検討を行った結果、学校法人旭川大学から旭川大学及び旭川大学短期大学部の経営を分離し、旭川市によって新設される公立大学法人が2つの学校の設置者となる形での公立化の方向が2020年までに明確となった。その後、旭川市が2022年6月22日付けで北海道知事宛てに公立大学法人旭川市立大学の設立認可申請を行い、同年9月9日付けで認可された。2023年4月1日に、旭川大学及び旭川大学短期大学部は、同日に設立された公立大学法人旭川市立大学に移管されて、公立学校である旭川市立大学及び旭川市立大学短期大学部へ移行した。上記の2学校を学校法人旭川大学から分離した後に残る、高等学校・幼稚園など従前から運営する学校施設については、同学校法人による運営が続けられている（学校法人旭川大学は学校法人旭川志峯学院に名称を変更した）。文部科学省のデータによれば、これまでに私立大学が公立化した事例は11件あり（私立短期大学と専修学校を統合し四年制大学に改組して発足した公立小松大学を除く）、新しく公立大学として開学した旭川市立大学がそこに12件目の事例として加わることとなった。
公立化を検討していたが移行に至らなかった事例として敦賀短期大学（学校法人敦賀学園）がある。敦賀短期大学は公設民営大学ではなかったが、学校法人敦賀学園の理事長は敦賀市長が勤め、学校法人による私立短期大学でありながらその運営には敦賀市が関与していた。市は経営難に陥っていた同短大と、施設が老朽化していた敦賀市立看護専門学校（3年制）を統合し、新たに市が設立する公立大学法人を設置者とする看護系4年制大学（仮称「公立大学法人敦賀大学」）に移行させることを構想。敦賀市議会に「敦賀短期大学等調査特別委員会」を設置し検討を進めたものの、財政上の理由などから統合は困難との見通しとなり、2011年、市は当初案であった「敦賀短期大学」と「敦賀市立看護専門学校」との統合による公立大学法人の設立を断念。両校を廃止し、新規に看護系公立4年制大学を設立する方針を決めた。2013年をもって短大は廃止。市は学校法人敦賀学園から旧短大施設を取得。2014年、敦賀市立看護専門学校を旧短大施設に移転させた上で公立大学法人を組織し、4年制大学に転換、敦賀市立看護大学を開学した。敦賀市立看護専門学校は2017年をもって廃止された。
こうした動向は、大学の運営形態を公立大学法人に変更し、公立大学へ転換することで、状況を打開することを検討・実施しようとするものである。転換の結果、入学者を確保することにすら苦心していたこれらの大学は、公立大学志向の受験生を大量に集める大学に変貌し、かつての低倍率の状況から一変した。公立化の動きに対する受験生・保護者の反応は早く、公立化の方針を示した大学はいずれも実際に移行する以前から志願者が増える傾向にあり、長野大学では2014年度以降定員割れの状態は解消、2010年度以降定員割れとなっていた千歳科学技術大学も2017年度以降一転して志願者増となり、2018年度には新入生の定員を充足している。
財務状況については長野大学・静岡文化芸術大学・旭川大学など健全経営の法人がある一方、山口東京理科大学・諏訪東京理科大学のような設置者の組織改革に伴うもの、また成美大学・新潟産業大学の設置者のように国の私学助成金に大きく依存し、補助金なしでは運営が困難になっている法人がある。

## 公設民営学校一覧

### 大学
国（中央省庁）が設置
- 個別の法律に基づく特殊法人
  - 放送大学（文部科学省と総務省所管）放送大学学園法に基づく放送大学学園が設置
  - 沖縄科学技術大学院大学（内閣府所管）沖縄科学技術大学院大学学園法に基づく学校法人沖縄科学技術大学院大学学園が設置
- 私立学校法に基づく学校法人
  - 自治医科大学（総務省所管）
  - 日本社会事業大学（厚生労働省所管）
  - 産業医科大学（厚生労働省所管）

地方公共団体が設置
地方公共団体との公私協力方式により設置されている学校を含む。
- 育英館大学（2022年4月、稚内北星学園大学から名称変更）
- 北洋大学（公私協力方式）
- 東北公益文科大学
- 東北芸術工科大学
- 石巻専修大学（公私協力方式）
- 医療創生大学（公私協力方式）
- 千葉科学大学（公私協力方式）
- 新潟産業大学（公私協力方式）
- 岐阜協立大学
- 四日市大学（公私協力方式）
- 長浜バイオ大学 (公私協力方式)
- 姫路獨協大学
- 倉敷芸術科学大学（公私協力方式）
- 福山平成大学（公私協力方式）
- 至誠館大学（前身の萩国際大学が公設民営大学）
- 長崎国際大学（公私協力方式）
- 九州看護福祉大学
- 九州医療科学大学（公私協力方式）

### 専門学校
すべて地方公共団体が設置、および地方公共団体との公私協力方式により設置されている。
- 新庄コアカレッジ
- 飯田コアカレッジ
- 徳島医療福祉専門学校（公私協力方式）
- 鳥取市医療看護専門学校（公私協力方式）
- 出雲コアカレッジ
- YCC山口コアカレッジ
- 都城コアカレッジ（公私協力方式）